# Excelsior Rotterdam
Excelsior Rotterdam is een Nederlandse betaaldvoetbalclub uit de wijk Kralingen in Rotterdam. Excelsior speelt zijn thuiswedstrijden in het Stadion Woudestein, dat na de uitbreiding in zomer van 2016 plaats biedt aan 4.400 toeschouwers.

## Geschiedenis

### Oprichting
Excelsior werd opgericht op 23 juli 1902 als Rotterdamse Voetbal en Atletiek Vereniging Excelsior door een groepje Kralingse vrienden dat in die tijd al regelmatig bijeenkwam op de buitenplaats Woudestein om met elkaar te voetballen. Voetbal was aan het begin van de 20e eeuw een elitesport, hierdoor werd Excelsior een van de eerste arbeidersclubs in Nederland.
Na de oprichting gaf gemeente Rotterdam Excelsior officieel toestemming om het stuk land te gebruiken.
Excelsior speelde haar wedstrijden voornamelijk op Woudestein. Twee keer speelde Excelsior kort voor een meerdere wedstrijden op een ander terrein. In 1907 voetbalde de club een jaar op het Afrikaanderplein en van 1922 tot 1939 was het Toepad het terrein van Excelsior. Kort voor de oorlog, toen aan het Toepad een marinierskazerne werd gebouwd, verhuisde Excelsior terug naar het vertrouwde Woudestein.

### Eerste successen
In 1927 behaalde Excelsior een van haar grootste prestaties van voor de Tweede Wereldoorlog. Excelsior won de Zilveren Bal-trofee door stadsgenoot en rivaal Feyenoord met 5-0 te verslaan.
Drie jaar later, in 1930, haalde Excelsior de finale van het KNVB Bekertoernooi. In Spartastadion Het Kasteel werd met 1-0 verloren van Feyenoord.
In de seizoenen 1945/46 en 1951/52 behaalde successen door te promoveren naar de Eerste Klasse, op dat moment het hoogste voetbalniveau in Nederland. De beslissende wedstrijd in 1945/46 tegen VUC uit Den Haag vond plaats in De Kuip en trok maar liefst 52.000 supporters.

### Grondlegger betaald voetbal in Nederland

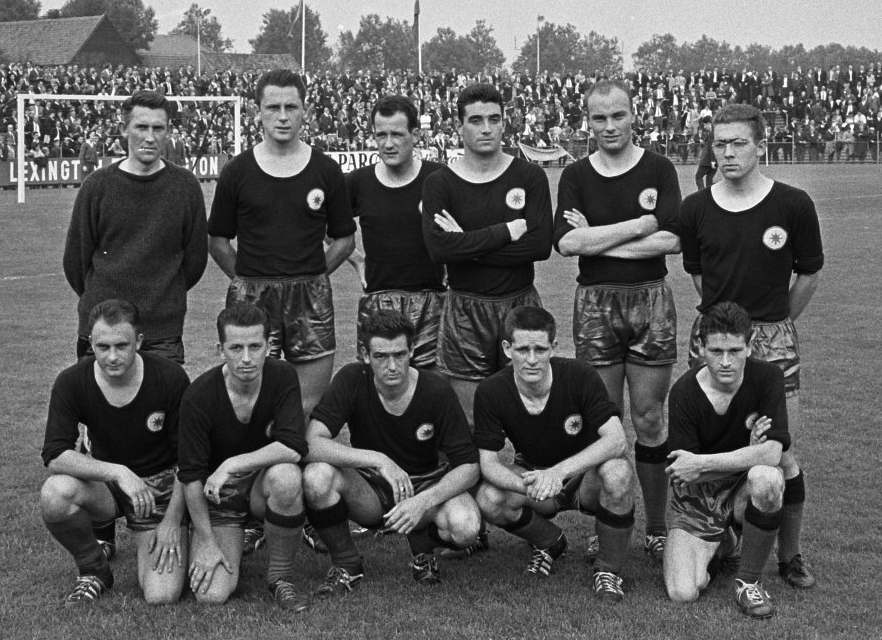
Excelsior in het seizoen 1963/64

Excelsior was in de jaren 50 de leidende club achter het realiseren van een betaald voetbalcompetitie in Nederland. Toen de Koninklijke Nederlandse Voetbalbond (verder: KNVB) niet wilde toestaan dat voetbalspelers werden betaald om te spelen, namen Excelsior voorzitter Henk Zon en bestuurslid Aad Libregts het initiatief om betaald voetbal in Nederland mogelijk te maken. Met een voorstel wisten zij KNVB-voorzitter Hans Hopster te overtuigen en in augustus van het jaar 1954 werd het betaald voetbal in Nederland geïntroduceerd.

### Eerste overdekte staantribune
Ook op andere fronten was Excelsior een pionier in het Nederlandse voetbal. Zo was Excelsior in 1958 de eerste club in Nederland met een overdekte staantribune. Leden zorgden voor het geld en een groep ijverige vrijwilligers voor de bouw.

### Eerste Nederlandse club met shirtsponsor
Later, in 1974, was Excelsior ook de eerste club die shirtsponsoring had in het Nederlands voetbal. De club droeg op de borst een grote A. Dit, naar de firma van suikeroom Rob Albers, Akai. Men zei dat de A verwees naar het A-elftal van Excelsior, maar toch werd de letter verboden. Pas in 1982 werd shirtreclame ingevoerd en verscheen Akai weer op de borst en zou daar tot het seizoen 1999/00 op de borst prijken.

### Jaren 2000
In 2002, het jaar waarin de club 100 jaar bestond, keerde Excelsior terug in de Eredivisie. Dit deden zij na sinds eind jaren 80 in de Eerste divisie te hebben gebivakkeerd. Het avontuur op het hoogste niveau duurde echter slechts één seizoen, aangezien er meteen weer werd gedegradeerd. In het seizoen 2005/06 streed Excelsior aanvankelijk onverwacht mee om de prijzen, maar werd het uiteindelijk wel kampioen in een competitie waarin VVV-Venlo op voorhand favoriet was. Het kampioenschap leverde de club opnieuw promotie naar de Eredivisie op.
Tussen 1997 en 2005 was Excelsior een satellietclub van Feyenoord. Dit hield in dat Feyenoord tijdelijk spelers bij Excelsior onderbracht om hen de gelegenheid te bieden op een lager niveau wedstrijdervaring op te doen. Het merendeel van de supporters van Excelsior was fel tegenstander van de samenwerking. De voorzitter van de supportersvereniging, Michel van der Neut, zei het volgende over de samenwerking: "Excelsior heeft haar ziel verkocht. Op deze manier houdt de club voor mij op te bestaan." De samenwerking met Feyenoord liep na een slecht seizoen (2004/05) steeds verder terug. Aan het einde van het seizoen 2014/15 maakten de clubs bekend dat de officiële samenwerking beëindigd werd.
Excelsior eindigde in het seizoen 2006/07 op de 16e plek van de Eredivisie en moest in de play-offs strijden tegen degradatie. Belangrijkste wapenfeiten in dat seizoen waren gelijkspellen tegen Ajax en PSV en de 3-2 winst op AZ in de spannende laatste competitieronde, waardoor AZ het kampioenschap misliep. De play-offs werden goed afgesloten, na BV Veendam (0-1 en 3-0) verslagen te hebben, werd RBC Roosendaal over twee wedstrijden ook verslagen: in Roosendaal werd het 1-1 en in Rotterdam won Excelsior met 1-0, waardoor de Kralingers zich wisten te handhaven. Het seizoen daarna lukte het de ploeg niet om zich te handhaven in de Eredivisie. In de laatste speelronde werd verloren van sc Heerenveen terwijl concurrent VVV-Venlo wel wist te winnen. Na twee seizoenen Eredivisie speelde Excelsior in het seizoen 2008/09 weer in de Eerste Divisie.

### Enkele jaren Eredivisie
In het seizoen 2009/10 promoveerde de club via de play-offs naar de Eredivisie. Dit gebeurde in een onderling duel met stadgenoot Sparta Rotterdam. Het beslissende doelpunt viel in de 90+4e minuut, en dit terwijl Sparta pas in de 90+2e minuut op voorsprong was gekomen. Excelsior's doelpuntenmaker Fernandez miste in de 89e minuut bovendien nog een strafschop.
In het Eredivisie-seizoen 2010/11 kende Excelsior een vliegende start. Het team behaalde tien punten uit de eerste vijf wedstrijden. In die wedstrijden werd onder meer Feyenoord met 3-2 verslagen in de Rotterdamse derby.
Eenmaal terug in de Eerste Divisie beleefde Excelsior een tegenvallend seizoen. Onder de nieuwe trainer Leon Vlemmings behaalde Excelsior de vijftiende plaats. Voorafgaand aan het seizoen 2013/14 ging de bezem door de selectie en er kwam een nieuwe trainer: Jon Dahl Tomasson. Het was pas de eerste keer in de clubhistorie dat een trainer Excelsior gedwongen moest verlaten. Het nieuwe seizoen verliep goed, maar op tweede kerstdag van het jaar 2013 verliet trainer Tomasson onverwachts Excelsior voor Roda JC Kerkrade. Op 1 januari 2014 werd Marinus Dijkhuizen aangesteld als opvolger. Onder Dijkhuizen werd een goede tweede helft van het seizoen afgewerkt. Excelsior klom, mede dankzij een 8-0 zege bij Telstar, naar de derde plaats van de Eerste Divisie. Via de nacompetitie wist Excelsior voor de achtste maal in de historie te promoveren naar de Eredivisie.
Op 15 januari 2014 maakte voorzitter Albert de Jong bekend dat Excelsior een dreigend faillissement maar net voorkomen had. Volgens hem waren de onverwachts slechte prestaties in het seizoen 2012/13 de hoofdreden voor een tekort van drie miljoen euro. Hij verwachtte op termijn terug te keren naar categorie 2.
In het seizoen 2014/15 wist Excelsior zich te handhaven op het hoogste niveau. Op de voorlaatste speeldag speelde de club met 2-2 gelijk tegen FC Utrecht, waardoor de Rotterdammers niet meer te achterhalen waren voor achtervolgers Go Ahead Eagles en NAC Breda.
Ook in het seizoen 2015/16 eindigde Excelsior op de vijftiende plaats, onder leiding van de nieuwe trainer Alfons Groenendijk. In de laatste wedstrijd was een 2-0 overwinning in Leeuwarden op hekkensluiter SC Cambuur voldoende. Aan het einde van het seizoen vertrok Groenendijk een jaar eerder dan afgesproken. Mitchell van der Gaag was zijn opvolger. Ook een aantal basisspelers vertrok bij de club, waardoor Excelsior aan het begin van het seizoen 2016/17 opnieuw een degradatiekandidaat was. Na afloop van het seizoen 2018/19 degradeerde Excelsior na vijf jaren in de Eredivisie te hebben gespeeld.

### Terugkeer naar de Eredivisie
In 2020 werd opnieuw Marinus Dijkhuizen aangesteld als nieuwe trainer. Met Dijkhuizen aan het roer werd in mei 2022 na een spectaculaire overwinning op ADO Den Haag opnieuw promotie naar de Eredivisie afgedwongen. De Kralingers speelden in eigen huis met 1-1 gelijk en leken in Den Haag af te stevenen op nog een jaar in de Keuken Kampioen Divisie. Excelsior maakte echter een wonderbaarlijke comeback door in de laatste dertien minuten van de wedstrijd nog drie keer te scoren en zo verlenging af te dwingen. In deze verlenging kwam de ploeg van Dijkhuizen op achterstand (4-3), maar rechtte het wederom de rug via aanvoerder Redouan El Yaakoubi (4-4). Uiteindelijk besliste doelman Stijn van Gassel de penaltyserie door de negende strafschop van ADO Den Haag te stoppen en dus keerde Excelsior na drie jaar afwezigheid terug in de Eredivisie. Na twee seizoenen degradeerde Excelsior in 2024 weer naar de Keuken Kampioen Divisie. Het verblijf in de Keuken Kampioen Divisie bleef beperkt tot één seizoen, want op 2 mei 2025 promoveerde Excelsior opnieuw naar de Eredivisie na een 5-0 overwinning op Jong PSV.

### Cijfers
- Hoogste eindklassering eredivisie: 9e: 1979/80, 1982/83
- Beste doelcijfers eredivisie: -3 (44-47): 1982/83; -4 (56-60): 1979/80; -4 (47-51): 1984/85 (in 34 duels)
- Beste doelcijfers eerste divisie: +44 (76-32): 1978/79 (in 36 duels)
- Grootste overwinning op bezoek bij Ajax, PSV of Feyenoord: Feyenoord – Excelsior 0-4 (+4) (1979/80: 2 maart 1980)

## Erelijst
- Kampioen Eerste Divisie (3 maal)

1974, 1979, 2006
- Zilveren Bal (1 maal)

1927 (finale: Feyenoord – Excelsior 0-5)
- Verliezend bekerfinalist (1 maal)

1930 (finale: Feyenoord – Excelsior 1-0)

## Clubcultuur

### Imago
Excelsior kent het imago van Oud-Papier club, omdat voormalig voorzitter Henk Zon jarenlang oud papier ophaalde voor 'ons geliefd' Excelsior. Hierdoor wisten de vrijwilligers Excelsior telkens voor een faillissement te behoeden.

### Clublied
Het clublied van Excelsior heet Ferme jongens, stoere knapen. Het is geschreven door oud-voorzitter Toon Kenters. Het werd ingezongen door een andere oud-voorzitter, namelijk Henk Zon, en het Rotte's mannenkoor. 'Ferme jongens, stoere knapen' werd uitgebracht als single in 1977, maar werd geschreven in 1942.

### Mascotte
Sinds het seizoen 2008/09 heeft Excelsior een mascotte, die is voortgekomen uit de oprichting van de kidsclub (De Woudies). De mascotte verschijnt voor aanvang van elke thuiswedstrijd en zwaait naar de aanwezige supporters. Zijn naam is Woutje Stein, vernoemd naar stadion Woudestein. Hij wordt gespeeld door de zoon van verzorger Mario Meijer.

### Rivaliteit
Excelsior is een van de drie betaaldvoetbalclubs in Rotterdam, de andere twee clubs zijn Feyenoord en Sparta. Wedstrijden tegen Feyenoord en Sparta worden een Rotterdamse derby genoemd en hebben altijd een extra lading. De derby's worden bij lange na niet ieder seizoen gespeeld, aangezien er meestal minimaal wel één club op een niveau lager speelt.

#### Rivaliteit met Sparta
Excelsior is gelegen in Kralingen (vroeger een zelfstandige gemeente), in het oostelijk deel van de stad, terwijl Sparta Rotterdam afkomstig is uit Spangen. Van oudsher speelden beide clubs vaker tegen elkaar dan tegen Feyenoord, waardoor deze Rotterdamse derby vaker plaatsvond. Ook supporters van Sparta Rotterdam hebben een sterke mening over de samenwerking die er tussen Feyenoord en Excelsior was. Sparta is van oudsher een elitaire club waarbij leden alleen na ballotage toegelaten werden en Excelsior is een arbeidersclub. Excelsiorsupporters scanderen als Sparta het veld opkomt SP-ER-MA In plaats van SP-AR-TA. Maar beide groepen kunnen goed met elkaar omgaan. Spartasupporters zitten vaak tussen de Excelsiorsupporters als ze Woudestein bezoeken.
De derby tussen Sparta en Excelsior in 2010 was spectaculair, toen Excelsior ten koste van Sparta de Eredivisie in ging door een doelpunt van Guyon Fernandez in de 94e minuut.

#### Rivaliteit met Feyenoord
Sinds de samenwerking tussen beide clubs hebben Excelsior-supporters en -spelers een fellere rivaliteit ontwikkeld met Feyenoord. Het merendeel van de Excelsior-supporters is altijd gekant geweest tegen een partnerschap met Feyenoord. Op 22 mei 2009 maakte de supportersvereniging van Excelsior een statement door in zwarte kleding in het spelershome een minuut stilte te houden wegens het overlijden van de identiteit van Excelsior.
In 2017 werd de derby nog eens extra beladen, toen Excelsior koploper Feyenoord zeer verrassend met 3-0 versloeg en deze club daarmee (voorlopig) van het landskampioenschap afhield. Hetgeen leidde tot rellen in Rotterdam.

#### Rivaliteit met andere clubs
Andere clubs in de agglomeratie Rotterdam waren SVV en SVV/Dordrecht'90 uit Schiedam, en FC Vlaardingen, dat na afloop van het seizoen 1980/81 failliet ging.

## Stadion

### Woudestein
Stadion Woudestein biedt plaats aan 4.400 toeschouwers en is reeds sinds 1939 onafgebroken de thuisbasis van Excelsior Rotterdam. Door de jaren heen heeft het meerdere renovaties ondergaan en sinds 2020 werkt de voetbalclub aan nieuwbouwplannen op dezelfde locatie. Het stadion droeg door sponsorovereenkomsten ook enkele jaren de namen Stadion Stad Rotterdam Verzekeringen en Van Donge & De Roo Stadion.

## Trainingscomplex
Jarenlang heeft Excelsior Rotterdam gebruik kunnen maken van het hoofdveld van het stadion als trainingsaccommodatie, maar door de promotie naar de Eredivisie in 2025 werd het verplicht om het kunstgras te verruilen voor natuurgras. Hierdoor werd trainen in het stadion geen optie meer, vanwege de belasting van het veld. Hierdoor wijkt Excelsior Rotterdam tijdelijk uit naar de velden van RVV Swift Boys. De jeugdopleiding bleef gevestigd naast het stadion.
In juni 2025 werd bekend dat Excelsior Rotterdam medio 2026 de beschikking zal krijgen over een nieuwe permanente trainingsaccommodatie voor het manneneftal in Hillegersberg-Schiebroek, nabij VOC, HC Rotterdam en Neptunus-Schiebroek. De bouw van deze nieuwe faciliteit zal in september 2025 aanvangen en op termijn ook plaats moeten gaan bieden aan het vrouwenelftal en het hoogste jeugdelftal van de Rotterdammers.

## Organisatie
| Functie            | Naam              | Sinds            |
| Stichtingbestuur   | Stichtingbestuur  | Stichtingbestuur |
| ------------------ | ----------------- | ---------------- |
| Voorzitter         | Bob de Lange      | 2017             |
| Secretaris         | Evert Jan Heijnen | 2015             |
| Pennigmeester      | Jorgo Hameetman   |                  |
| Adviseur           | Sander Dekken     | 2025             |
| Adviseur           | Simon Kelder      | 2025             |
| Commerciële zaken  | Arie van den Berg | 2025             |
| Directie           |                   |                  |
| Algemeen directeur | Daan Bovenberg    | 2021             |
| Technisch manager  | Niels van Duinen  | 2022             |

Laatste update: 19 augustus 2025

## Eerste elftal

### Selectie
| Nr.           | Naam                        | Sinds      | Contract   | Vorige club            |
| Doelmannen    | Doelmannen                  | Doelmannen | Doelmannen | Doelmannen             |
| ------------- | --------------------------- | ---------- | ---------- | ---------------------- |
| 1             | Stijn van Gassel            | 2025       | 2027       | N.E.C.                 |
| 16            | Calvin Raatsie              | 2024       | 2027       | FC Utrecht             |
| 40            | Tijmen Holla                | 2024       | 2027       |                        |
| Verdedigers   |                             |            |            |                        |
| 2             | Ilias Bronkhorst            | 2024       | 2026       | FC Dordrecht           |
| 3             | Rick Meissen                | 2025       | 2027       | Sparta Rotterdam       |
| 4             | Casper Widell               | 2023       | 2026       | Helsingborgs IF        |
| 5             | Stan Henderikx              | 2025       | 2028       | FC Den Bosch           |
| 12            | Arthur Zagre                | 2023       | 2026       | AS Monaco              |
| 14            | Lewis Schouten              | 2025       | huur       | AZ                     |
| 17            | Nolan Martens               | 2024       | 2027       | KRC Genk               |
|               | Kik Pierie                  | 2023       | 2026       | Ajax                   |
|               | Django Warmerdam            | 2024       | 2026       | Sparta Rotterdam       |
| Middenvelders |                             |            |            |                        |
| 6             | Adam Carlén                 | 2025       | 2027       | IFK Göteborg           |
| 8             | Mathijs Tielemans           | 2025       | 2028       | Vitesse                |
| 10            | Noah Naujoks                | 2023       | 2027       | Feyenoord              |
| 20            | Lennard Hartjes             | 2023       | 2027       | Feyenoord              |
| 25            | Stijn Middendorp            | 2025       | ama        |                        |
|               | Rayvien Rosario             | 2024       | 2027       | Sparta Rotterdam       |
|               | Irakli Yegoian              | 2025       | 2028       | Vitesse                |
| Aanvallers    |                             |            |            |                        |
| 7             | Yoon Do-young               | 2025       | huur       | Brighton & Hove Albion |
| 11            | Gyan de Regt                | 2025       | 2027       | Vitesse                |
| 21            | Zach Booth                  | 2024       | 2027       | FC Volendam            |
| 28            | Nesto Groen                 | 2024       | 2027       | Feyenoord -21          |
| 29            | Mike van Duinen             | 2022       | ama        | OFI Kreta              |
| 30            | Derensili Sanches Fernandes | 2023       | 2027       | FC Utrecht             |
| 33            | Jerolldino Bergraaf         | 2024       | 2028       |                        |

Laatste update: 19 augustus 2025

### Staf
| Functie            | Naam             | Sinds | Contract | Vorige club          |
| ------------------ | ---------------- | ----- | -------- | -------------------- |
| Hoofdtrainer       | Ruben den Uil    | 2024  | 2026     | Sparta Rotterdam –18 |
| Assistent-trainers | Michel Breuer    | 2023  | 2027     | De Graafschap        |
| Assistent-trainers | Thomas Verhaar   | 2021  | 2026     |                      |
| Assistent-trainers | Wim van Zwam     | 2025  |          |                      |
| Keeperstrainer     | Ronald Graafland | 2016  | 2025     | Feyenoord            |
| Teammanager        | Darren Maatsen   | 2025  |          | Excelsior Maassluis  |

Laatste update: 5 juni 2025

## Overige elftallen

### Vrouwen
Op 10 april 2017 maakte Excelsior bekend om vanaf het seizoen 2017/18 ook met een vrouwenelftal uit te komen in de Eredivisie. In samenwerking met de lokale amateur-voetbalclub BVV Barendrecht zullen zij deelnemen aan deze competitie, waarin ook onder andere Ajax en PSV uitkomen. De vrouwen zullen hun wedstrijden zowel in Van Donge & De Roo Stadion, Rotterdam, als op Sportpark de Bongerd, Barendrecht, gaan afwerken.
Na drie jaar samenwerking met Barendrecht gaat het team per seizoen 2020/21 verder onder de naam Excelsor Rotterdam. Het team werd in het verleden getraind door Sander Luiten en Richard Mank, die respectievelijk naar PSV en NAC Breda vertrokken. Sinds 1 juli 2024 heeft Mathijs Kreugel de leiding over het vrouwenelftal van Excelsior.

### Amateurs
Naast een proftak beschikt Excelsior ook over een amateurtak Sportclub Excelsior. Tot en met het seizoen 2012/13 speelden de amateurs op zondag. Sinds het seizoen 2013/14 speelt SC Excelsior op zaterdag. Het huidige zaterdagelftal komt uit in de Vierde klasse zaterdag van het district West II (2020/21).
De amateurs spelen op Sportpark Woudestein, dat gelegen is naast het stadion.

#### Eindklasseringen amateurs (zaterdag)
- 2014 5e
Vierde klasse D
- 2015 14e
Derde klasse C
- 2016 2e
Vierde klasse D
- 2017 8e
Derde klasse C
- 2018 9e
Derde klasse C
- 2019 14e
Derde klasse C
- 2020 8e
Vierde klasse C
- 2021 14e
Vierde klasse C
- 2022

In elke staaf van de grafiek staat van boven naar beneden vermeld: 
- Eindnotering

Dit is de positie die de club heeft bereikt in de competitie, zonder eventuele beslissings-, play-off- of nacompetitiewedstrijden die nodig zijn geweest om bijvoorbeeld de kampioen van de competitie te bepalen.
Indien een * achter het getal staat is de notering een tussenstand en kan het zijn dat de notering niet overeenkomt met de uiteindelijke eindstand van de competitie.
Staat er een - dan is het seizoen nog bezig en is er geen definitieve uitslag bekend.
Staat er xx op de positie van de notering, dan heeft de club vroegtijdig de competitie verlaten. Dit kan onder andere komen door terugtrekking van het team, faillissement van de club of door een uitgedeelde straf van de KNVB. In veel gevallen staat elders in het artikel de reden vermeld.
Staat er een ? dan is het resultaat uit het verleden onbekend, en is alleen de competitie of het niveau bekend van dat seizoen.
In de seizoenen 2019/20 en 2020/21 werd wegens de coronacrisis het amateurvoetbal afgebroken. Daardoor kennen deze staven geen eindklassering (middels -- weergegeven).
- Competitieniveau en afdelingsletter of Officiële eindstand Eredivisie
  - Competitieniveau en afdelingsletter

Hierbij geeft het getal het niveau weer, dat ook terug te vinden is in de legenda. De letter is de afdelingsaanduiding en wordt gebruikt wanneer er meer afdelingen zijn op hetzelfde niveau. De afdelingsletter is altijd een hoofdletter en wordt meestal zonder nummer gebruikt.
Voorbeeld: 2F is niveau 2e klasse competitie F.
Het competitieniveau en nummer wordt niet vermeld wanneer er slechts één competitie van dit niveau was.
  - Officiële eindstand Eredivisie (getal staat tussen haakjes vermeld)

Sinds de introductie van play-offwedstrijden voor Europees voetbal na afloop van de reguliere competitie in 2005/06, is de KNVB verplicht een eindstand van de Eredivisie door te geven aan de UEFA aan de hand van deze play-offwedstrijden.
Bij deze eindstand staan clubs die zich hebben gekwalificeerd voor Europees voetbal hoger dan clubs die zich niet wisten te kwalificeren. Indien er geen verschil was tussen de eindnotering en de officiële eindstand, staat dit getal niet vermeld.

- Onderafdeling

Hier staat afgekort de naam van de onderafdeling indien de club in dat jaar in een onderafdeling uitkwam. Tevens staat deze afkorting in de legenda en wordt gelinkt naar het artikel over deze onderafdeling. Deze afkorting wordt alleen vermeld wanneer de club in het verleden in verschillende onderafdelingen heeft gespeeld. Deze vermelding is in de staaf altijd in kleine letters. Deze onderafdelingen zijn na het seizoen 1995/96 afgeschaft. Heeft de club in slechts één onderafdeling gespeeld, dan is dit alleen terug te vinden in de legenda.
Onder de staaf staat het jaartal vermeld waarin het seizoen is afgesloten. 15 verwijst naar het seizoen 2014/15 of eventueel het seizoen 1914/15.
Wanneer een staaf leeg is, zijn deze gegevens niet bekend. Het kan ook zijn dat de club dat seizoen niet heeft meegespeeld op het hogere amateurniveau, vroegtijdig de competitie heeft verlaten of uit de competitie is gezet.

In het seizoen 1944/45 was er wegens de Tweede Wereldoorlog geen regulier competitievoetbal.
- Derde klasse
- Vierde klasse

#### Eindklasseringen amateurs (zondag)
- 1990 8e
Vierde klasse H
- 1991 4e
Vierde klasse H
- 1992 3e
Vierde klasse H
- 1993 6e
Vierde klasse G
- 1994 11e
Vierde klasse F
- 1995
- 1996
- 1997 4e
Vierde klasse F
- 1998 3e
Vierde klasse F
- 1999 5e
Vierde klasse H
- 2000 4e
Vierde klasse G
- 2001 3e
Vierde klasse E
- 2002 5e
Derde klasse C
- 2003 5e
Derde klasse C
- 2004
- 2005
- 2006
- 2007
- 2008
- 2009
- 2010
- 2011 1e
Vierde klasse F
- 2012 5e
Derde klasse B
- 2013 14e
Derde klasse C

In elke staaf van de grafiek staat van boven naar beneden vermeld: 
- Eindnotering

Dit is de positie die de club heeft bereikt in de competitie, zonder eventuele beslissings-, play-off- of nacompetitiewedstrijden die nodig zijn geweest om bijvoorbeeld de kampioen van de competitie te bepalen.
Indien een * achter het getal staat is de notering een tussenstand en kan het zijn dat de notering niet overeenkomt met de uiteindelijke eindstand van de competitie.
Staat er een - dan is het seizoen nog bezig en is er geen definitieve uitslag bekend.
Staat er xx op de positie van de notering, dan heeft de club vroegtijdig de competitie verlaten. Dit kan onder andere komen door terugtrekking van het team, faillissement van de club of door een uitgedeelde straf van de KNVB. In veel gevallen staat elders in het artikel de reden vermeld.
Staat er een ? dan is het resultaat uit het verleden onbekend, en is alleen de competitie of het niveau bekend van dat seizoen.
In de seizoenen 2019/20 en 2020/21 werd wegens de coronacrisis het amateurvoetbal afgebroken. Daardoor kennen deze staven geen eindklassering (middels -- weergegeven).
- Competitieniveau en afdelingsletter of Officiële eindstand Eredivisie
  - Competitieniveau en afdelingsletter

Hierbij geeft het getal het niveau weer, dat ook terug te vinden is in de legenda. De letter is de afdelingsaanduiding en wordt gebruikt wanneer er meer afdelingen zijn op hetzelfde niveau. De afdelingsletter is altijd een hoofdletter en wordt meestal zonder nummer gebruikt.
Voorbeeld: 2F is niveau 2e klasse competitie F.
Het competitieniveau en nummer wordt niet vermeld wanneer er slechts één competitie van dit niveau was.
  - Officiële eindstand Eredivisie (getal staat tussen haakjes vermeld)

Sinds de introductie van play-offwedstrijden voor Europees voetbal na afloop van de reguliere competitie in 2005/06, is de KNVB verplicht een eindstand van de Eredivisie door te geven aan de UEFA aan de hand van deze play-offwedstrijden.
Bij deze eindstand staan clubs die zich hebben gekwalificeerd voor Europees voetbal hoger dan clubs die zich niet wisten te kwalificeren. Indien er geen verschil was tussen de eindnotering en de officiële eindstand, staat dit getal niet vermeld.

- Onderafdeling

Hier staat afgekort de naam van de onderafdeling indien de club in dat jaar in een onderafdeling uitkwam. Tevens staat deze afkorting in de legenda en wordt gelinkt naar het artikel over deze onderafdeling. Deze afkorting wordt alleen vermeld wanneer de club in het verleden in verschillende onderafdelingen heeft gespeeld. Deze vermelding is in de staaf altijd in kleine letters. Deze onderafdelingen zijn na het seizoen 1995/96 afgeschaft. Heeft de club in slechts één onderafdeling gespeeld, dan is dit alleen terug te vinden in de legenda.
Onder de staaf staat het jaartal vermeld waarin het seizoen is afgesloten. 15 verwijst naar het seizoen 2014/15 of eventueel het seizoen 1914/15.
Wanneer een staaf leeg is, zijn deze gegevens niet bekend. Het kan ook zijn dat de club dat seizoen niet heeft meegespeeld op het hogere amateurniveau, vroegtijdig de competitie heeft verlaten of uit de competitie is gezet.

In het seizoen 1944/45 was er wegens de Tweede Wereldoorlog geen regulier competitievoetbal.
- Derde klasse
- Vierde klasse

### Jeugd
Sinds 2015 heeft Excelsior weer een zelfstandige jeugdopleiding, nadat de samenwerking met Feyenoord was stopgezet.

## Overzichtslijsten

### Competitieresultaten

#### Eindklasseringen
- 1910 4e
Derde klasse B
- 1911 3e
Derde klasse A
- 1912 2e
Derde klasse A
- 1913 2e
Derde klasse A
- 1914 4e
Derde klasse A
- 1915 1e
Derde klasse
- 1916
- 1917 5e
Derde klasse C
- 1918 1e
Derde klasse A
- 1919 5e
Derde klasse A
- 1920 1e
Derde klasse C
- 1921 1e
Tweede klasse C
- 1922 8e
Overgangsklasse
- 1923 3e
Overgangsklasse
- 1924 5e
Eerste klasse
- 1925 6e
Eerste klasse
- 1926 2e
Eerste klasse
- 1927 3e
Eerste klasse
- 1928 4e
Eerste klasse
- 1929 10e
Eerste klasse
- 1930 7e
Eerste klasse
- 1931 10e
Eerste klasse
- 1932 2e
Tweede klasse A
- 1933 1e
Tweede klasse B
- 1934 9e
Eerste klasse
- 1935 6e
Eerste klasse
- 1936 8e
Eerste klasse
- 1937 7e
Eerste klasse
- 1938 10e
Eerste klasse
- 1939 3e
Tweede klasse B
- 1940 3e
Tweede klasse B
- 1941 4e
Tweede klasse B
- 1942 2e
Tweede klasse B
- 1943 2e
Tweede klasse B
- 1944 3e
Tweede klasse B
- 1945
- 1946 1e
Tweede klasse B
- 1947 11e
Eerste klasse
- 1948 11e
Eerste klasse
- 1949 5e
Tweede klasse B
- 1950 2e
Tweede klasse B
- 1951 2e
Tweede klasse A
- 1952 1e
Tweede klasse B
- 1953 4e
Eerste klasse C
- 1954 9e
Eerste klasse D
- 1955 4e
Eerste klasse (prof) A
- 1956 11e
Hoofdklasse (prof) A
- 1957 9e
Eerste divisie B
- 1958 8e
Eerste divisie A
- 1959 6e
Eerste divisie B
- 1960 11e
Eerste divisie A
- 1961 4e
Eerste divisie B
- 1962 2e
Eerste divisie B
- 1963 8e
Eerste divisie
- 1964 9e
Eerste divisie
- 1965 16e
Eerste divisie
- 1966 9e
Tweede divisie B
- 1967 9e
Tweede divisie
- 1968 16e
Tweede divisie
- 1969 2e
Tweede divisie
- 1970 2e
Eerste divisie
- 1971 16e
Eredivisie
- 1972 15e
Eredivisie
- 1973 17e
Eredivisie
- 1974 1e
Eerste divisie
- 1975 14e
Eredivisie
- 1976 18e
Eredivisie
- 1977 4e
Eerste divisie
- 1978 4e
Eerste divisie
- 1979 1e
Eerste divisie
- 1980 9e
Eredivisie
- 1981 17e
Eredivisie
- 1982 3e
Eerste divisie
- 1983 9e
Eredivisie
- 1984 13e
Eredivisie
- 1985 12e
Eredivisie
- 1986 15e
Eredivisie
- 1987 18e
Eredivisie
- 1988 8e
Eerste divisie
- 1989 3e
Eerste divisie
- 1990 14e
Eerste divisie
- 1991 19e
Eerste divisie
- 1992 15e
Eerste divisie
- 1993 14e
Eerste divisie
- 1994 12e
Eerste divisie
- 1995 3e
Eerste divisie
- 1996 16e
Eerste divisie
- 1997 17e
Eerste divisie
- 1998 16e
Eerste divisie
- 1999 6e
Eerste divisie
- 2000 4e
Eerste divisie
- 2001 2e
Eerste divisie
- 2002 2e
Eerste divisie
- 2003 17e
Eredivisie
- 2004 2e
Eerste divisie
- 2005 12e
Eerste divisie
- 2006 1e
Eerste divisie
- 2007 16e
Eredivisie
- 2008 18e
Eredivisie
- 2009 5e
Eerste divisie
- 2010 3e
Eerste divisie
- 2011 16e
Eredivisie
- 2012 18e
Eredivisie
- 2013 15e
Eerste divisie
- 2014 3e
Eerste divisie
- 2015 15e
Eredivisie
- 2016 15e
Eredivisie
- 2017 12e
Eredivisie
- 2018 11e
Eredivisie
- 2019 16e
Eredivisie
- 2020 7e
Eerste divisie
- 2021 9e
Eerste divisie
- 2022 6e
Eerste divisie
- 2023 15e
Eredivisie
- 2024 16e
Eredivisie
- 2025 2e
Eerste divisie

In elke staaf van de grafiek staat van boven naar beneden vermeld: 
- Eindnotering

Dit is de positie die de club heeft bereikt in de competitie, zonder eventuele beslissings-, play-off- of nacompetitiewedstrijden die nodig zijn geweest om bijvoorbeeld de kampioen van de competitie te bepalen.
Indien een * achter het getal staat is de notering een tussenstand en kan het zijn dat de notering niet overeenkomt met de uiteindelijke eindstand van de competitie.
Staat er een - dan is het seizoen nog bezig en is er geen definitieve uitslag bekend.
Staat er xx op de positie van de notering, dan heeft de club vroegtijdig de competitie verlaten. Dit kan onder andere komen door terugtrekking van het team, faillissement van de club of door een uitgedeelde straf van de KNVB. In veel gevallen staat elders in het artikel de reden vermeld.
Staat er een ? dan is het resultaat uit het verleden onbekend, en is alleen de competitie of het niveau bekend van dat seizoen.
In de seizoenen 2019/20 en 2020/21 werd wegens de coronacrisis het amateurvoetbal afgebroken. Daardoor kennen deze staven geen eindklassering (middels -- weergegeven).
- Competitieniveau en afdelingsletter of Officiële eindstand Eredivisie
  - Competitieniveau en afdelingsletter

Hierbij geeft het getal het niveau weer, dat ook terug te vinden is in de legenda. De letter is de afdelingsaanduiding en wordt gebruikt wanneer er meer afdelingen zijn op hetzelfde niveau. De afdelingsletter is altijd een hoofdletter en wordt meestal zonder nummer gebruikt.
Voorbeeld: 2F is niveau 2e klasse competitie F.
Het competitieniveau en nummer wordt niet vermeld wanneer er slechts één competitie van dit niveau was.
  - Officiële eindstand Eredivisie (getal staat tussen haakjes vermeld)

Sinds de introductie van play-offwedstrijden voor Europees voetbal na afloop van de reguliere competitie in 2005/06, is de KNVB verplicht een eindstand van de Eredivisie door te geven aan de UEFA aan de hand van deze play-offwedstrijden.
Bij deze eindstand staan clubs die zich hebben gekwalificeerd voor Europees voetbal hoger dan clubs die zich niet wisten te kwalificeren. Indien er geen verschil was tussen de eindnotering en de officiële eindstand, staat dit getal niet vermeld.

- Onderafdeling

Hier staat afgekort de naam van de onderafdeling indien de club in dat jaar in een onderafdeling uitkwam. Tevens staat deze afkorting in de legenda en wordt gelinkt naar het artikel over deze onderafdeling. Deze afkorting wordt alleen vermeld wanneer de club in het verleden in verschillende onderafdelingen heeft gespeeld. Deze vermelding is in de staaf altijd in kleine letters. Deze onderafdelingen zijn na het seizoen 1995/96 afgeschaft. Heeft de club in slechts één onderafdeling gespeeld, dan is dit alleen terug te vinden in de legenda.
Onder de staaf staat het jaartal vermeld waarin het seizoen is afgesloten. 15 verwijst naar het seizoen 2014/15 of eventueel het seizoen 1914/15.
Wanneer een staaf leeg is, zijn deze gegevens niet bekend. Het kan ook zijn dat de club dat seizoen niet heeft meegespeeld op het hogere amateurniveau, vroegtijdig de competitie heeft verlaten of uit de competitie is gezet.

In het seizoen 1944/45 was er wegens de Tweede Wereldoorlog geen regulier competitievoetbal.
- Hoofdklasse (prof)
- Eredivisie
- Overgangsklasse
- Eerste divisie
- Eerste klasse (prof)
- Tweede divisie
- Eerste klasse
- Tweede klasse
- Derde klasse

- 1902 – 1989: RV & AV Excelsior
- 1989 – 2021: SBV Excelsior
- 2021 – heden: Excelsior Rotterdam

### Seizoensoverzichten
| Resultaten van Excelsior sinds de toetreding in het betaald voetbal in 1954 | Resultaten van Excelsior sinds de toetreding in het betaald voetbal in 1954 | Resultaten van Excelsior sinds de toetreding in het betaald voetbal in 1954 | Resultaten van Excelsior sinds de toetreding in het betaald voetbal in 1954 | Resultaten van Excelsior sinds de toetreding in het betaald voetbal in 1954 | Resultaten van Excelsior sinds de toetreding in het betaald voetbal in 1954 | Resultaten van Excelsior sinds de toetreding in het betaald voetbal in 1954 | Resultaten van Excelsior sinds de toetreding in het betaald voetbal in 1954 | Resultaten van Excelsior sinds de toetreding in het betaald voetbal in 1954 | Resultaten van Excelsior sinds de toetreding in het betaald voetbal in 1954 | Resultaten van Excelsior sinds de toetreding in het betaald voetbal in 1954 | Resultaten van Excelsior sinds de toetreding in het betaald voetbal in 1954 | Resultaten van Excelsior sinds de toetreding in het betaald voetbal in 1954 | Resultaten van Excelsior sinds de toetreding in het betaald voetbal in 1954 |
| Seizoen                                                                     | Competitie                                                                  | Competitie                                                                  | Competitie                                                                  | Competitie                                                                  | Competitie                                                                  | Competitie                                                                  | Competitie                                                                  | Competitie                                                                  | Competitie                                                                  | Kwalificatie                                                                | KNVB Beker                                                                  | Bijzonderheid |                                                                             |
| Seizoen                                                                     | Divisie                                                                     | GW                                                                          | W                                                                           | G                                                                           | V                                                                           | PNT                                                                         | DV                                                                          | DT                                                                          | POS                                                                         | Kwalificatie                                                                | KNVB Beker                                                                  | Bijzonderheid |                                                                             |
| --------------------------------------------------------------------------- | --------------------------------------------------------------------------- | --------------------------------------------------------------------------- | --------------------------------------------------------------------------- | --------------------------------------------------------------------------- | --------------------------------------------------------------------------- | --------------------------------------------------------------------------- | --------------------------------------------------------------------------- | --------------------------------------------------------------------------- | --------------------------------------------------------------------------- | --------------------------------------------------------------------------- | --------------------------------------------------------------------------- | --- | --------------------------------------------------------------------------- |
| 1954/55                                                                     | Eerste klasse C                                                             | 8                                                                           | 3                                                                           | 0                                                                           | 5                                                                           | 6                                                                           | 13                                                                          | 21                                                                          | 11e                                                                         | –                                                                           | Geen bekertoernooi                                                          | Excelsior treedt toe tot het betaald voetbal De competitie werd na de fusie van de KNVB en de NBVB niet afgemaakt. Alle teams werden opnieuw ingedeeld.                         |                                                                             |
| 1954/55                                                                     | Eerste klasse A                                                             | 26                                                                          | 13                                                                          | 5                                                                           | 8                                                                           | 31                                                                          | 47                                                                          | 36                                                                          | 4e                                                                          | Hoofdklasse                                                                 | Geen bekertoernooi                                                          | Excelsior treedt toe tot het betaald voetbal De competitie werd na de fusie van de KNVB en de NBVB niet afgemaakt. Alle teams werden opnieuw ingedeeld.                         |                                                                             |
| 1955/56                                                                     | Hoofdklasse A                                                               | 34                                                                          | 12                                                                          | 10                                                                          | 12                                                                          | 34                                                                          | 53                                                                          | 61                                                                          | 11e                                                                         | Eerste divisie                                                              | Geen bekertoernooi                                                          | |                                                                             |
| 1956/57                                                                     | Eerste divisie B                                                            | 30                                                                          | 7                                                                           | 15                                                                          | 8                                                                           | 29                                                                          | 36                                                                          | 41                                                                          | 9e                                                                          | –                                                                           | 2e ronde                                                                    | – |                                                                             |
| 1957/58                                                                     | Eerste divisie A                                                            | 30                                                                          | 14                                                                          | 6                                                                           | 10                                                                          | 34                                                                          | 46                                                                          | 42                                                                          | 8e                                                                          | –                                                                           | 4e ronde                                                                    | – |                                                                             |
| 1958/59                                                                     | Eerste divisie B                                                            | 28                                                                          | 9                                                                           | 9                                                                           | 10                                                                          | 27                                                                          | 35                                                                          | 39                                                                          | 6e                                                                          | –                                                                           | 2e ronde                                                                    | – |                                                                             |
| 1959/60                                                                     | Eerste divisie A                                                            | 30                                                                          | 7                                                                           | 10                                                                          | 13                                                                          | 24                                                                          | 40                                                                          | 50                                                                          | 11e                                                                         | –                                                                           | Geen bekertoernooi                                                          | – |                                                                             |
| 1960/61                                                                     | Eerste divisie B                                                            | 34                                                                          | 15                                                                          | 7                                                                           | 12                                                                          | 37                                                                          | 72                                                                          | 58                                                                          | 4e                                                                          | –                                                                           | Groepsfase                                                                  | – |                                                                             |
| 1961/62                                                                     | Eerste divisie B                                                            | 34                                                                          | 19                                                                          | 9                                                                           | 6                                                                           | 47                                                                          | 70                                                                          | 37                                                                          | 2e                                                                          | –                                                                           | 3e ronde                                                                    | – |                                                                             |
| 1962/63                                                                     | Eerste divisie                                                              | 30                                                                          | 11                                                                          | 8                                                                           | 11                                                                          | 30                                                                          | 39                                                                          | 51                                                                          | 8e                                                                          | –                                                                           | 3e ronde                                                                    | – |                                                                             |
| 1963/64                                                                     | Eerste divisie                                                              | 30                                                                          | 11                                                                          | 10                                                                          | 9                                                                           | 32                                                                          | 48                                                                          | 51                                                                          | 9e                                                                          | –                                                                           | 3e ronde                                                                    | – |                                                                             |
| 1964/65                                                                     | Eerste divisie                                                              | 30                                                                          | 5                                                                           | 10                                                                          | 15                                                                          | 20                                                                          | 34                                                                          | 54                                                                          | 16e                                                                         | Rechtstreekse degradatie                                                    | 2e ronde                                                                    | – |                                                                             |
| 1965/66                                                                     | Tweede divisie B                                                            | 28                                                                          | 8                                                                           | 9                                                                           | 11                                                                          | 25                                                                          | 44                                                                          | 46                                                                          | 9e                                                                          | –                                                                           | Groepsfase                                                                  | – |                                                                             |
| 1966/67                                                                     | Tweede divisie                                                              | 44                                                                          | 21                                                                          | 9                                                                           | 14                                                                          | 51                                                                          | 69                                                                          | 53                                                                          | 9e                                                                          | –                                                                           | Geen deelname                                                               | – |                                                                             |
| 1967/68                                                                     | Tweede divisie                                                              | 38                                                                          | 11                                                                          | 11                                                                          | 16                                                                          | 33                                                                          | 44                                                                          | 49                                                                          | 16e                                                                         | –                                                                           | Kwartfinale                                                                 | – |                                                                             |
| 1968/69                                                                     | Tweede divisie                                                              | 34                                                                          | 19                                                                          | 10                                                                          | 5                                                                           | 48                                                                          | 57                                                                          | 28                                                                          | 2e                                                                          | Rechtstreekse promotie                                                      | 2e ronde                                                                    | – |                                                                             |
| 1969/70                                                                     | Eerste divisie                                                              | 34                                                                          | 19                                                                          | 10                                                                          | 5                                                                           | 48                                                                          | 56                                                                          | 31                                                                          | 2e                                                                          | Rechtstreekse promotie                                                      | 2e ronde                                                                    | – |                                                                             |
| 1970/71                                                                     | Eredivisie                                                                  | 34                                                                          | 5                                                                           | 10                                                                          | 19                                                                          | 20                                                                          | 22                                                                          | 66                                                                          | 16e                                                                         | –                                                                           | 2e ronde                                                                    | – |                                                                             |
| 1971/72                                                                     | Eredivisie                                                                  | 34                                                                          | 4                                                                           | 12                                                                          | 18                                                                          | 20                                                                          | 18                                                                          | 53                                                                          | 15e                                                                         | –                                                                           | Kwartfinale                                                                 | – |                                                                             |
| 1972/73                                                                     | Eredivisie                                                                  | 34                                                                          | 5                                                                           | 8                                                                           | 21                                                                          | 18                                                                          | 24                                                                          | 70                                                                          | 17e                                                                         | Rechtstreekse degradatie                                                    | 3e ronde                                                                    | – |                                                                             |
| 1973/74                                                                     | Eerste divisie                                                              | 38                                                                          | 21                                                                          | 10                                                                          | 7                                                                           | 52                                                                          | 68                                                                          | 53                                                                          | 1e                                                                          | Rechtstreekse promotie                                                      | 3e ronde                                                                    | – |                                                                             |
| 1974/75                                                                     | Eredivisie                                                                  | 34                                                                          | 7                                                                           | 12                                                                          | 15                                                                          | 26                                                                          | 32                                                                          | 53                                                                          | 14e                                                                         | –                                                                           | 2e ronde                                                                    | – |                                                                             |
| 1975/76                                                                     | Eredivisie                                                                  | 34                                                                          | 7                                                                           | 5                                                                           | 22                                                                          | 19                                                                          | 24                                                                          | 59                                                                          | 18e                                                                         | Rechtstreekse degradatie                                                    | 2e ronde                                                                    | – |                                                                             |
| 1976/77                                                                     | Eerste divisie                                                              | 36                                                                          | 16                                                                          | 15                                                                          | 5                                                                           | 47                                                                          | 61                                                                          | 37                                                                          | 4e                                                                          | Nacompetitie                                                                | 3e ronde                                                                    | Promotiewedstrijden tegen MVV (0–1 & 0–0), PEC Zwolle (1–2 & 1–1) en Volendam (0–4 & 1–2)                                                                                       |                                                                             |
| 1977/78                                                                     | Eerste divisie                                                              | 36                                                                          | 16                                                                          | 13                                                                          | 7                                                                           | 45                                                                          | 69                                                                          | 38                                                                          | 4e                                                                          | Nacompetitie                                                                | Halve finale                                                                | Promotiewedstrijden tegen FC Groningen (1–0 & 1–1), MVV (0–1 & 0–5) en Wageningen (1–3 & 0–3)                                                                                   |                                                                             |
| 1978/79                                                                     | Eerste divisie                                                              | 36                                                                          | 22                                                                          | 7                                                                           | 7                                                                           | 51                                                                          | 76                                                                          | 32                                                                          | 1e                                                                          | Rechtstreekse promotie                                                      | 2e ronde                                                                    | – |                                                                             |
| 1979/80                                                                     | Eredivisie                                                                  | 34                                                                          | 10                                                                          | 11                                                                          | 13                                                                          | 31                                                                          | 56                                                                          | 60                                                                          | 9e                                                                          | –                                                                           | 2e ronde                                                                    | – |                                                                             |
| 1980/81                                                                     | Eredivisie                                                                  | 34                                                                          | 5                                                                           | 11                                                                          | 18                                                                          | 21                                                                          | 39                                                                          | 67                                                                          | 17e                                                                         | Rechtstreekse degradatie                                                    | 2e ronde                                                                    | – |                                                                             |
| 1981/82                                                                     | Eerste divisie                                                              | 34                                                                          | 18                                                                          | 8                                                                           | 8                                                                           | 44                                                                          | 74                                                                          | 44                                                                          | 3e                                                                          | Nacompetitie                                                                | 3e ronde                                                                    | Promotiewedstrijden tegen sc Heerenveen (4–0 & 1–0), Telstar (2–0 & 1–1) en VVV (0–4 & 1–1)                                                                                     |                                                                             |
| 1982/83                                                                     | Eredivisie                                                                  | 34                                                                          | 13                                                                          | 6                                                                           | 15                                                                          | 32                                                                          | 44                                                                          | 47                                                                          | 9e                                                                          | –                                                                           | 2e ronde                                                                    | – |                                                                             |
| 1983/84                                                                     | Eredivisie                                                                  | 34                                                                          | 13                                                                          | 5                                                                           | 16                                                                          | 31                                                                          | 56                                                                          | 62                                                                          | 13e                                                                         | –                                                                           | 1e ronde                                                                    | – |                                                                             |
| 1984/85                                                                     | Eredivisie                                                                  | 34                                                                          | 9                                                                           | 12                                                                          | 13                                                                          | 30                                                                          | 47                                                                          | 51                                                                          | 12e                                                                         | –                                                                           | 3e ronde                                                                    | – |                                                                             |
| 1985/86                                                                     | Eredivisie                                                                  | 34                                                                          | 9                                                                           | 7                                                                           | 18                                                                          | 25                                                                          | 31                                                                          | 48                                                                          | 15e                                                                         | –                                                                           | 1e ronde                                                                    | – |                                                                             |
| 1986/87                                                                     | Eredivisie                                                                  | 34                                                                          | 5                                                                           | 9                                                                           | 20                                                                          | 19                                                                          | 40                                                                          | 91                                                                          | 18e                                                                         | Rechtstreekse degradatie                                                    | Kwartfinale                                                                 | – |                                                                             |
| 1987/88                                                                     | Eerste divisie                                                              | 36                                                                          | 14                                                                          | 10                                                                          | 12                                                                          | 38                                                                          | 48                                                                          | 42                                                                          | 8e                                                                          | –                                                                           | 3e ronde                                                                    | – |                                                                             |
| 1988/89                                                                     | Eerste divisie                                                              | 36                                                                          | 20                                                                          | 9                                                                           | 7                                                                           | 49                                                                          | 62                                                                          | 35                                                                          | 3e                                                                          | Nacompetitie                                                                | 1e ronde                                                                    | Promotiewedstrijden tegen Go Ahead Eagles (1–2 & 1–3), sc Heerenveen (0–0 & 0–2) en N.E.C. (0–1 & 1–2)                                                                          |                                                                             |
| 1989/90                                                                     | Eerste divisie                                                              | 36                                                                          | 10                                                                          | 13                                                                          | 13                                                                          | 33                                                                          | 47                                                                          | 53                                                                          | 14e                                                                         | –                                                                           | 2e ronde                                                                    | Naamsverandering naar SBV Excelsior |                                                                             |
| 1990/91                                                                     | Eerste divisie                                                              | 38                                                                          | 8                                                                           | 7                                                                           | 23                                                                          | 23                                                                          | 50                                                                          | 82                                                                          | 19e                                                                         | –                                                                           | 2e ronde                                                                    | – |                                                                             |
| 1991/92                                                                     | Eerste divisie                                                              | 38                                                                          | 14                                                                          | 6                                                                           | 18                                                                          | 34                                                                          | 61                                                                          | 74                                                                          | 15e                                                                         | Nacompetitie                                                                | 3e ronde                                                                    | Promotiewedstrijden tegen BVV Den Bosch (0–2 & 1–1) en Eindhoven (0–0 & 2–0) |                                                                             |
| 1992/93                                                                     | Eerste divisie                                                              | 34                                                                          | 7                                                                           | 10                                                                          | 17                                                                          | 24                                                                          | 40                                                                          | 69                                                                          | 14e                                                                         | –                                                                           | 4e ronde                                                                    | – |                                                                             |
| 1993/94                                                                     | Eerste divisie                                                              | 34                                                                          | 10                                                                          | 10                                                                          | 14                                                                          | 30                                                                          | 41                                                                          | 54                                                                          | 12e                                                                         | –                                                                           | 3e ronde                                                                    | – |                                                                             |
| 1994/95                                                                     | Eerste divisie                                                              | 34                                                                          | 18                                                                          | 8                                                                           | 8                                                                           | 44                                                                          | 71                                                                          | 49                                                                          | 3e                                                                          | Nacompetitie                                                                | 2e ronde                                                                    | Promotiewedstrijden tegen AZ (2–1 & 1–0), Go Ahead Eagles (0–1 & 0–2) en VVV (2–0 & 0–3)                                                                                        |                                                                             |
| 1995/96                                                                     | Eerste divisie                                                              | 34                                                                          | 8                                                                           | 5                                                                           | 21                                                                          | 29                                                                          | 42                                                                          | 72                                                                          | 16e                                                                         | –                                                                           | Groepsfase                                                                  | – |                                                                             |
| 1996/97                                                                     | Eerste divisie                                                              | 34                                                                          | 6                                                                           | 6                                                                           | 22                                                                          | 24                                                                          | 37                                                                          | 67                                                                          | 17e                                                                         | –                                                                           | Groepsfase                                                                  | – |                                                                             |
| 1997/98                                                                     | Eerste divisie                                                              | 34                                                                          | 8                                                                           | 6                                                                           | 20                                                                          | 30                                                                          | 39                                                                          | 64                                                                          | 16e                                                                         | –                                                                           | Groepsfase                                                                  | – |                                                                             |
| 1998/99                                                                     | Eerste divisie                                                              | 34                                                                          | 16                                                                          | 6                                                                           | 12                                                                          | 54                                                                          | 74                                                                          | 63                                                                          | 6e                                                                          | Nacompetitie                                                                | 2e ronde                                                                    | Promotiewedstrijden tegen FC Groningen (2–2 & 0–4), Helmond Sport (7–1 & 5–2) en Sparta (2–3 & 0–6)                                                                             |                                                                             |
| 1999/00                                                                     | Eerste divisie                                                              | 34                                                                          | 18                                                                          | 5                                                                           | 11                                                                          | 59                                                                          | 70                                                                          | 48                                                                          | 4e                                                                          | Nacompetitie                                                                | Achtste finale                                                              | Promotiewedstrijden tegen Cambuur Leeuwarden (1–2 & 3–2), RBC (2–4 & 1–1) en FC Zwolle (2–1 & 2–4)                                                                              |                                                                             |
| 2000/01                                                                     | Eerste divisie                                                              | 34                                                                          | 20                                                                          | 6                                                                           | 8                                                                           | 66                                                                          | 89                                                                          | 63                                                                          | 2e                                                                          | Nacompetitie                                                                | Achtste finale                                                              | Promotiewedstrijden tegen Cambuur Leeuwarden (3–2 & 4–1), Go Ahead Eagles (3–3 & 0–1) en Sparta (3–4 & 1–3)                                                                     |                                                                             |
| 2001/02                                                                     | Eerste divisie                                                              | 34                                                                          | 21                                                                          | 7                                                                           | 6                                                                           | 70                                                                          | 73                                                                          | 31                                                                          | 2e                                                                          | Nacompetitie                                                                | Achtste finale                                                              | Promotiewedstrijden tegen ADO Den Haag (1–1 & 2–1), Sparta (2–1 & 0–1) en FC Volendam (4–2 & 1–2)                                                                               |                                                                             |
| 2002/03                                                                     | Eredivisie                                                                  | 34                                                                          | 5                                                                           | 8                                                                           | 21                                                                          | 23                                                                          | 38                                                                          | 72                                                                          | 17e                                                                         | Nacompetitie                                                                | Kwartfinale                                                                 | Degradatiewedstrijden tegen FC Emmen (2–1 & 0–1), Heracles Almelo (1–2 & 2–0) en FC Volendam (3–2 & 0–3)                                                                        |                                                                             |
| 2003/04                                                                     | Eerste divisie                                                              | 36                                                                          | 22                                                                          | 8                                                                           | 6                                                                           | 74                                                                          | 70                                                                          | 39                                                                          | 2e                                                                          | Nacompetitie                                                                | 3e ronde                                                                    | Promotiewedstrijden tegen De Graafschap (2–3 & 0–0), Heracles Almelo (0–1 & 2–2) en FC Volendam (2–1 & 2–1)                                                                     |                                                                             |
| 2004/05                                                                     | Eerste divisie                                                              | 36                                                                          | 12                                                                          | 8                                                                           | 16                                                                          | 44                                                                          | 56                                                                          | 59                                                                          | 12e                                                                         | –                                                                           | 2e ronde                                                                    | – |                                                                             |
| 2005/06                                                                     | Eerste divisie                                                              | 38                                                                          | 22                                                                          | 9                                                                           | 7                                                                           | 75                                                                          | 68                                                                          | 25                                                                          | 1e                                                                          | Rechtstreekse promotie                                                      | 2e ronde                                                                    | – |                                                                             |
| 2006/07                                                                     | Eredivisie                                                                  | 34                                                                          | 8                                                                           | 6                                                                           | 20                                                                          | 30                                                                          | 43                                                                          | 65                                                                          | 16e                                                                         | Play-offs om promotie                                                       | 3e ronde                                                                    | Degradatiewedstrijden tegen BV Veendam (1–0 & 3–0) en RBC Roosendaal (1–1 & 1–0)                                                                                                |                                                                             |
| 2007/08                                                                     | Eredivisie                                                                  | 34                                                                          | 7                                                                           | 6                                                                           | 21                                                                          | 27                                                                          | 32                                                                          | 75                                                                          | 18e                                                                         | Rechtstreekse degradatie                                                    | Achtste finale                                                              | – |                                                                             |
| 2008/09                                                                     | Eerste divisie                                                              | 36                                                                          | 16                                                                          | 13                                                                          | 9                                                                           | 61                                                                          | 53                                                                          | 43                                                                          | 5e                                                                          | Play-offs om promotie                                                       | 4e ronde                                                                    | Promotiewedstrijden tegen RKC Waalwijk (1–2 & 1–1) |                                                                             |
| 2009/10                                                                     | Eerste divisie                                                              | 36                                                                          | 20                                                                          | 5                                                                           | 11                                                                          | 65                                                                          | 77                                                                          | 49                                                                          | 3e                                                                          | Play-offs om promotie                                                       | 3e ronde                                                                    | Promotiewedstrijden tegen FC Zwolle (1–0 & 4–3) en Sparta Rotterdam (0–0 & 1–1)                                                                                                 |                                                                             |
| 2010/11                                                                     | Eredivisie                                                                  | 34                                                                          | 10                                                                          | 5                                                                           | 19                                                                          | 35                                                                          | 45                                                                          | 66                                                                          | 16e                                                                         | Play-offs om promotie                                                       | 4e ronde                                                                    | Degradatiewedstrijden tegen FC Den Bosch (3–3 & 3–1) en Helmond Sport (5–1 & 4–2)                                                                                               |                                                                             |
| 2011/12                                                                     | Eredivisie                                                                  | 34                                                                          | 4                                                                           | 7                                                                           | 23                                                                          | 19                                                                          | 28                                                                          | 75                                                                          | 18e                                                                         | Rechtstreekse degradatie                                                    | 3e ronde                                                                    | – |                                                                             |
| 2012/13                                                                     | Eerste divisie                                                              | 30                                                                          | 4                                                                           | 9                                                                           | 17                                                                          | 21                                                                          | 39                                                                          | 63                                                                          | 15e                                                                         | –                                                                           | 2e ronde                                                                    | – |                                                                             |
| 2013/14                                                                     | Eerste divisie                                                              | 38                                                                          | 18                                                                          | 12                                                                          | 8                                                                           | 66                                                                          | 70                                                                          | 39                                                                          | 3e                                                                          | Play-offs om promotie                                                       | Achtste finale                                                              | Promotiewedstrijden tegen FC Den Bosch (3–1 & 2–1) en RKC Waalwijk (2–0 & 2–2)                                                                                                  |                                                                             |
| 2014/15                                                                     | Eredivisie                                                                  | 34                                                                          | 6                                                                           | 14                                                                          | 14                                                                          | 32                                                                          | 47                                                                          | 63                                                                          | 15e                                                                         | –                                                                           | Halve finale                                                                | – |                                                                             |
| 2015/16                                                                     | Eredivisie                                                                  | 34                                                                          | 7                                                                           | 9                                                                           | 18                                                                          | 30                                                                          | 34                                                                          | 60                                                                          | 15e                                                                         | –                                                                           | 3e ronde                                                                    | – |                                                                             |
| 2016/17                                                                     | Eredivisie                                                                  | 34                                                                          | 9                                                                           | 10                                                                          | 15                                                                          | 37                                                                          | 43                                                                          | 60                                                                          | 12e                                                                         | –                                                                           | 2e ronde                                                                    | – |                                                                             |
| 2017/18                                                                     | Eredivisie                                                                  | 34                                                                          | 11                                                                          | 7                                                                           | 16                                                                          | 40                                                                          | 41                                                                          | 56                                                                          | 11e                                                                         | –                                                                           | 1e ronde                                                                    | – |                                                                             |
| 2018/19                                                                     | Eredivisie                                                                  | 34                                                                          | 9                                                                           | 6                                                                           | 19                                                                          | 33                                                                          | 46                                                                          | 79                                                                          | 16e                                                                         | Play-offs om promotie                                                       | 1e ronde                                                                    | Degradatiewedstrijden tegen RKC Waalwijk 1–2 en 1–1 |                                                                             |
| 2019/20                                                                     | Eerste divisie                                                              | 29                                                                          | 13                                                                          | 8                                                                           | 8                                                                           | 55                                                                          | 47                                                                          | 65                                                                          | 7e                                                                          | –                                                                           | 2e ronde                                                                    | Door de coronacrisis is competitie niet afgemaakt. De tussenstand na 26 speelrondes werd de eindstand                                                                           |                                                                             |
| 2020/21                                                                     | Eerste divisie                                                              | 38                                                                          | 14                                                                          | 6                                                                           | 18                                                                          | 66                                                                          | 48                                                                          | 65                                                                          | 9e                                                                          | –                                                                           | Kwartfinale                                                                 | – |                                                                             |
| 2021/22                                                                     | Eerste divisie                                                              | 38                                                                          | 19                                                                          | 9                                                                           | 10                                                                          | 57                                                                          | 66                                                                          | 82                                                                          | 6e                                                                          | Play-offs om promotie                                                       | 2e ronde                                                                    | Naamsverandering naar Excelsior Rotterdam Promotiewedstrijden tegen Roda JC Kerkrade (2–2 & 2–0 (n.v.)) Heracles Almelo (3–0 & 1–3) en ADO Den Haag (1–1 & 4–4 (n.v.) 7–8 pen.) |                                                                             |
| 2022/23                                                                     | Eredivisie                                                                  | 34                                                                          | 9                                                                           | 5                                                                           | 20                                                                          | 32                                                                          | 32                                                                          | 71                                                                          | 15e                                                                         | –                                                                           | 2e ronde                                                                    | – |                                                                             |
| 2023/24                                                                     | Eredivisie                                                                  | 34                                                                          | 6                                                                           | 11                                                                          | 17                                                                          | 29                                                                          | 50                                                                          | 73                                                                          | 16e                                                                         | Play-offs om promotie                                                       | Achtste finale                                                              | Degradatiewedstrijden tegen ADO Den Haag (1–2 & 7–1) en NAC Breda (6–2 & 4–1)                                                                                                   |                                                                             |
| 2024/25                                                                     | Eerste divisie                                                              | 38                                                                          | 22                                                                          | 8                                                                           | 8                                                                           | 74                                                                          | 74                                                                          | 38                                                                          | 2e                                                                          | Rechtstreekse promotie                                                      | Achtste finale                                                              | – |                                                                             |

### Topscorers
- 1954/55:  Nol Braams (4)
- 0000000  Nol Braams (20)
- 1955/56:  Nol Braams (16)
- 1956/57:  Lo Dörr (10)
- 1957/58:  Piet Slui (18)
- 1958/59:  Piet Slui (13)
- 1959/60:  Joop Heesbeen (11)
- 1960/61:  Piet Slui (27)
- 1961/62:  Thijs Libregts (15)
- 1962/63:  Toon Meerman (7)
- 1963/64:  Toon Meerman (15)
- 1964/65:  Rinus Brand (7)
- 1965/66:  Joop Munne (9)
- 1966/67:  Dick Beek (21)
- 1967/68:  Hans Bassant (11)
- 1968/69:  Thijs Kwakkernaat (18)
- 1969/70:  Theo van Toledo (20)
- 1970/71:  Theo van Toledo (9)
- 1971/72:  Jan Coenen (8)
- 1972/73:  Sjaak Roggeveen (8)
- 1973/74:  Hans Bassant (17)
- 1974/75:  Sjaak Roggeveen (8)
- 1975/76:  John van Diggele (4)
- 1976/77:  John van Diggele (13)
- 1977/78:  Leen Swanenburg (18)
- 1978/79:  Rini Plasmans (18)
- 1979/80:  Rini Plasmans (13)
- 1980/81:  Makkie Nijssen (8)
- 1981/82:  Piet den Boer (26)
- 1982/83:  Eddy Ridderhof (10)
- 1983/84:  Michel Beukers (19)
- 1984/85:  Henk van Goozen (12)
- 1985/86:  Nico Jalink (8)
- 1986/87:  Cees Schapendonk (17)
- 1987/88:  André Wasiman (12)
- 1988/89:  Michel van Wattum (11)
- 1989/90:  Ton van Bremen (11)
- 1990/91:  Edward Burleson (15)
- 1991/92:  Erik Tammer (33)
- 1992/93:  Leonard van Utrecht (8)
- 1993/94:  Takafumi Ogura (15)
- 1994/95:  Marinus Dijkhuizen (17)
- 1995/96:  Marinus Dijkhuizen (12)
- 1996/97:  Miroslav Stefanović (8)
- 1997/98:  Chaly Jones (8)
- 1998/99:  Virgil Breetveld (15)
- 1999/00:  David Connolly (29)
- 2000/01:  Jarda Šimr (17)
- 2001/02:  Thomas Buffel (15)
0000000  Cecilio Lopes (15)
- 2002/03:  Saïd Boutahar (9)
- 2003/04:  Mounir El Hamdaoui (17)
- 2004/05:  Brett Holman (13)
- 2005/06:  Brett Holman (14)
0000000  Andwelé Slory (14)
- 2006/07:  Andwelé Slory (12)
- 2007/08:  Geert den Ouden (12)
- 2008/09:  Robert Braber (10)
- 2009/10:  Guyon Fernandez (15)
- 2010/11:  Guyon Fernandez (10)
- 2011/12:  Roland Alberg (6)
- 2012/13:  Mick van Buren (12)
- 2013/14:  Lars Veldwijk (30)
- 2014/15:  Tom van Weert (13)
- 2015/16:  Tom van Weert (11)
- 2016/17:  Nigel Hasselbaink (10)
- 2017/18:  Mike van Duinen (8)
- 2018/19:  Elías Már Ómarsson (7)
0000000  Ali Messaoud (7)
- 2019/20:  Rai Vloet (14)
- 2020/21:  Elías Már Ómarsson (22)
- 2021/22:  Thijs Dallinga (32)
- 2022/23:  Kenzo Goudmijn (4)
0000000  Lazaros Lamprou (4)
- 2023/24:  Troy Parrott (10)
- 2024/25:  Lance Duijvestijn (11)
0000000  Derensili Sanches Fernandes (11)

### Trainers
- 1954–1956:  Rinus Smits
- 1956–1962:  Bob Janse
- 1962–1968:  Rinus Smits
- 1968–1970:  Bob Janse
- 1970–0000:  Jaap Kouters
- 0000–1971:  Bob Janse (a.i.)
- 1971–1973:  Joop Castenmiller
- 1973–1975:  Ben Peeters
- 1975–1976:  Thijs Libregts &  Bob Janse
- 1976–1980:  Thijs Libregts
- 1980–1982:  Hans Dorjee
- 1982–1986:  Rob Jacobs
- 1986–1988:  Henk Wullems
- 1988–1990:  Joop van Daele
- 0000–1990:  Martin van der Kooij
- 1990–1992:  Sándor Popovics
- 1992–1994:  Cor Pot
- 1994–1995:  Rob Baan
- 1995–1996:  Hans van der Pluijm
- 1996–2003:  Adrie Koster
- 2003–2004:  Henk van Stee
- 2004–2005:  John Metgod
- 2005–2006:  Mario Been
- 2006–2009:  Ton Lokhoff
- 2009–2011:  Alex Pastoor
- 2011–2012:  John Lammers
- 2012–2013:  Leon Vlemmings
- 2013–0000:  Jon Dahl Tomasson
- 2013–2015:  Marinus Dijkhuizen
- 2015–2016:  Alfons Groenendijk
- 2016–2018:  Mitchell van der Gaag
- 2018–2019:  Adrie Poldervaart
- 2019–0000:  Ricardo Moniz
- 2020–2024:  Marinus Dijkhuizen
- 2024–0000:  Ruben den Uil

### Speler van het Jaar
Supportersvereniging Pro Excelsior organiseert sinds 1996 na afloop van ieder seizoen op de speler van het jaar. Supporters kunnen stemmen op de speler die zij in dat seizoen het beste vonden.
- 1995/96:  Marinus Dijkhuizen
- 1996/97:  John Schuurhuizen
- 1997/98:  Ferry de Haan
- 1998/99:  Michael van der Kruis
- 1999/00:  David Connolly
- 2000/01:  Jarda Šimr
- 2001/02:  Michel Breuer
- 2002/03:  Steve Olfers
- 2003/04:  Danny Buijs
- 2004/05:  Brett Holman
- 2005/06:  Luigi Bruins
- 2006/07:  René van Dieren
- 2007/08:  Kees Luijckx
- 2008/09:  Jeffrey Altheer
- 2009/10:  Ryan Koolwijk
- 2010/11:  Daan Bovenberg
- 2011/12:  Roland Alberg
- 2012/13:  Jordy Deckers
- 2013/14:  Lars Veldwijk
- 2014/15:  Sander Fischer
- 2015/16:  Rick Kruys
- 2016/17:  Nigel Hasselbaink
- 2017/18:  Hicham Faik
- 2018/19:  Jerdy Schouten
- 2019/20:  Rai Vloet
- 2020/21:  Mats Wieffer
- 2021/22:  Thijs Dallinga
- 2022/23:  Stijn van Gassel
- 2023/24:  Arthur Zagre
- 2024/25:  Lance Duijvestijn

Laatst bijgewerkt op 21 mei 2025

### Internationals
De navolgende voetballers kwamen tot op heden als speler van Excelsior Rotterdam uit voor een vertegenwoordigend Europees A-elftal.

| Naam               | Van        | Tot        | Totaal | Nationaal elftal |
| ------------------ | ---------- | ---------- | ------ | ---------------- |
| Maarten Grobbe     | 14.06.1928 | 12.06.1929 | 2      | Nederland        |
| Andwelé Slory      | 02.06.2007 | 06.06.2007 | 2      | Nederland        |
| Samuel Scheimann   | 26.05.2012 | 26.05.2012 | 1      | Israël           |
| Arie Vermeer       | 27.11.1946 | 27.11.1946 | 1      | Nederland        |
| Heimen Lagerwaard  | 27.09.1953 | 27.09.1953 | 1      | Nederland        |
| Elías Már Ómarsson | 16.01.2018 | 28.07.2021 | 9      | IJsland          |
| Troy Parrott       | 24.08.2023 | 30.06.2024 | 3      | Ierland          |

## Trivia
- Betekenis van Excelsior; ex` cel - si - or (Latijn): steeds hoger/beter.
- Na afloop van het seizoen 2011-2012, waarin de club degradeerde, wist Excelsior bijna Europees voetbal te halen. Op basis van het UEFA Fair Playklassement werden de Rotterdammers tweede, achter FC Twente. FC Twente wist echter voor het eerst in zes jaar geen directe plaatsing voor Europees voetbal af te dwingen. Hierdoor kregen de Tukkers het Fair-Play ticket.
- In het voorjaar van 2014 bracht Calvé een reclamespotje uit met Excelsior en Robin van Persie in de hoofdrol, samen met diens voormalig jeugdtrainer Aad Putters. In de reclame worden de eerste stappen van Van Persie als voetballer in beeld gebracht. Van Persie werd al op vijfjarige leeftijd aangenomen bij Excelsior, terwijl zes jaar de minimumleeftijd was.[19]